# Pennisetia eucheripennis
Pennisetia eucheripennis is een vlinder uit de familie wespvlinders (Sesiidae), onderfamilie Tinthiinae.
Pennisetia eucheripennis is voor het eerst wetenschappelijk beschreven door Boisduval in 1875. De soort komt voor in het Neotropisch gebied.